# Leichtathletik-Weltmeisterschaften 2015/Hochsprung der Frauen

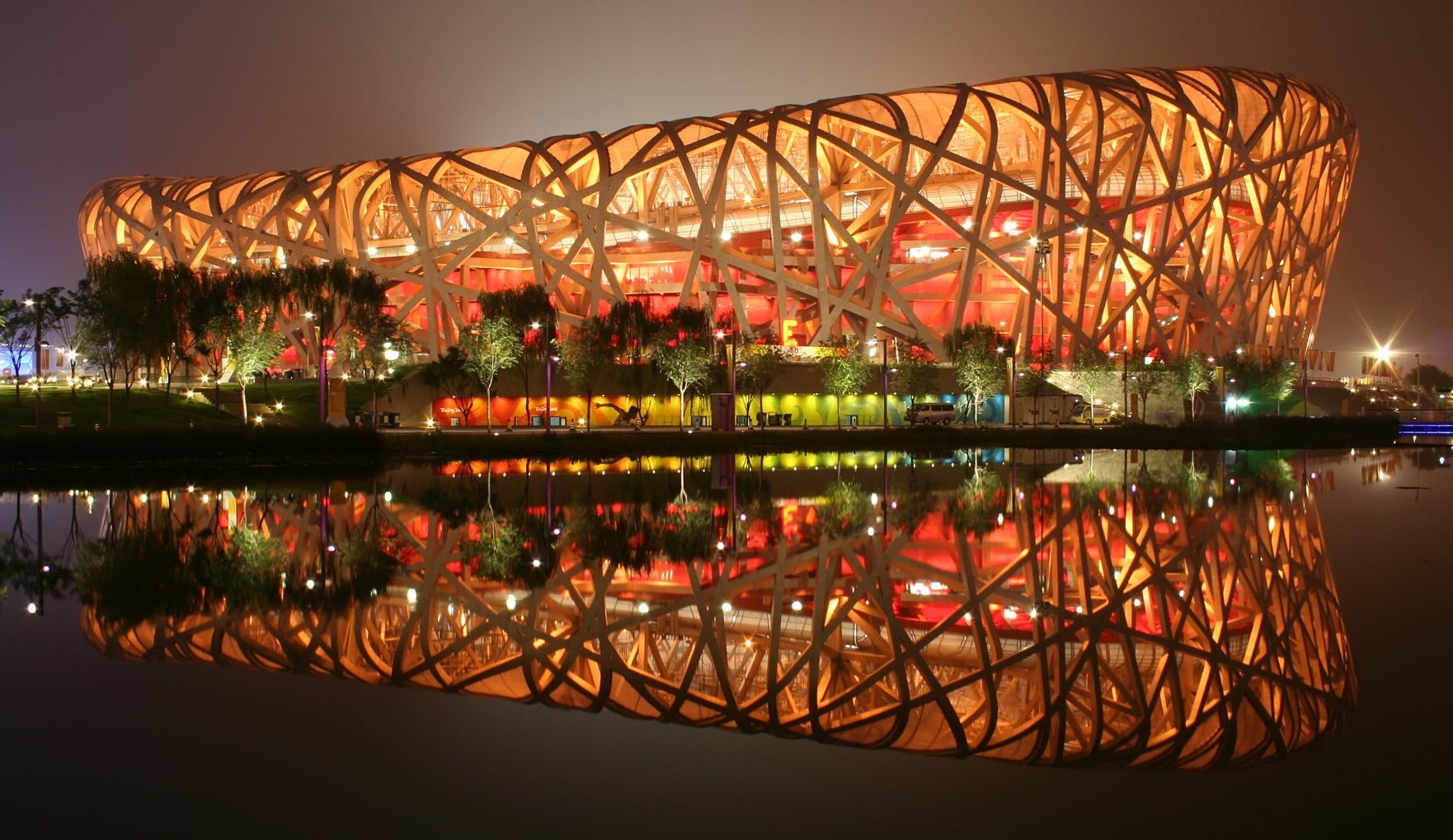
Das Nationalstadion Peking während der Weltmeisterschaften

Der Hochsprung der Frauen bei den Leichtathletik-Weltmeisterschaften 2015 wurde am 27. und 29. August 2015 im Nationalstadion der chinesischen Hauptstadt Peking ausgetragen.
In diesem Wettbewerb errangen die russischen Hochspringerinnen mit Gold und Bronze zwei Medaillen.

Weltmeisterin wurde die Vizeeuropameisterin von 2014 Marija Kutschina.

Rang zwei belegte die zweifache Weltmeisterin (2007/2009), Vizeweltmeisterin von 2011, Olympiazweite von 2008 und Europameisterin von 2010 Blanka Vlašić aus Kroatien.

Bronze ging an die aktuelle Olympiasiegerin, Weltmeisterin von 2011 und zweifache Vizeweltmeisterin (2007/2013) Anna Tschitscherowa.

## Rekorde
| Weltrekord               | Stefka Kostadinowa | 2,09 m | WM in Rom, Italien | 30. August 1987 |
| Weltmeisterschaftsrekord | Stefka Kostadinowa | 2,09 m | WM in Rom, Italien | 30. August 1987 |

Der gleichzeitig als Weltrekord bestehende WM-Rekord aus dem Jahr 1987 blieb auch bei diesen Weltmeisterschaften außer Reichweite.

## Legende
Kurze Übersicht zur Bedeutung der Symbolik – so üblicherweise auch in sonstigen Veröffentlichungen verwendet:
| – | verzichtet   |
| o | übersprungen |
| x | ungültig     |

## Qualifikation
27. August 2015, 9:35 Uhr Ortszeit (3:35 Uhr MESZ)
Die Qualifikation wurde in zwei Gruppen durchgeführt. Die Qualifikationshöhe betrug 1,94 m. Da keine Springerin diese Höhe überhaupt anging, nachdem sich abzeichnete, dass 1,92 m für die Finalqualifikation ausreichen würden, rekrutierte sich das Finalfeld aus den dreizehn besten Athletinnen beider Gruppen – hellgrün unterlegt.

### Gruppe A

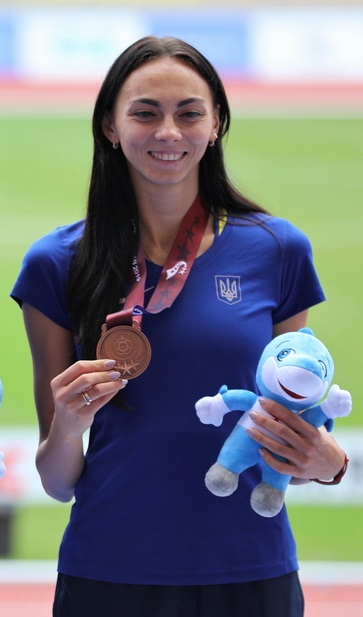
Iryna Heraschtschenko Rang zehn mit 1,85 m
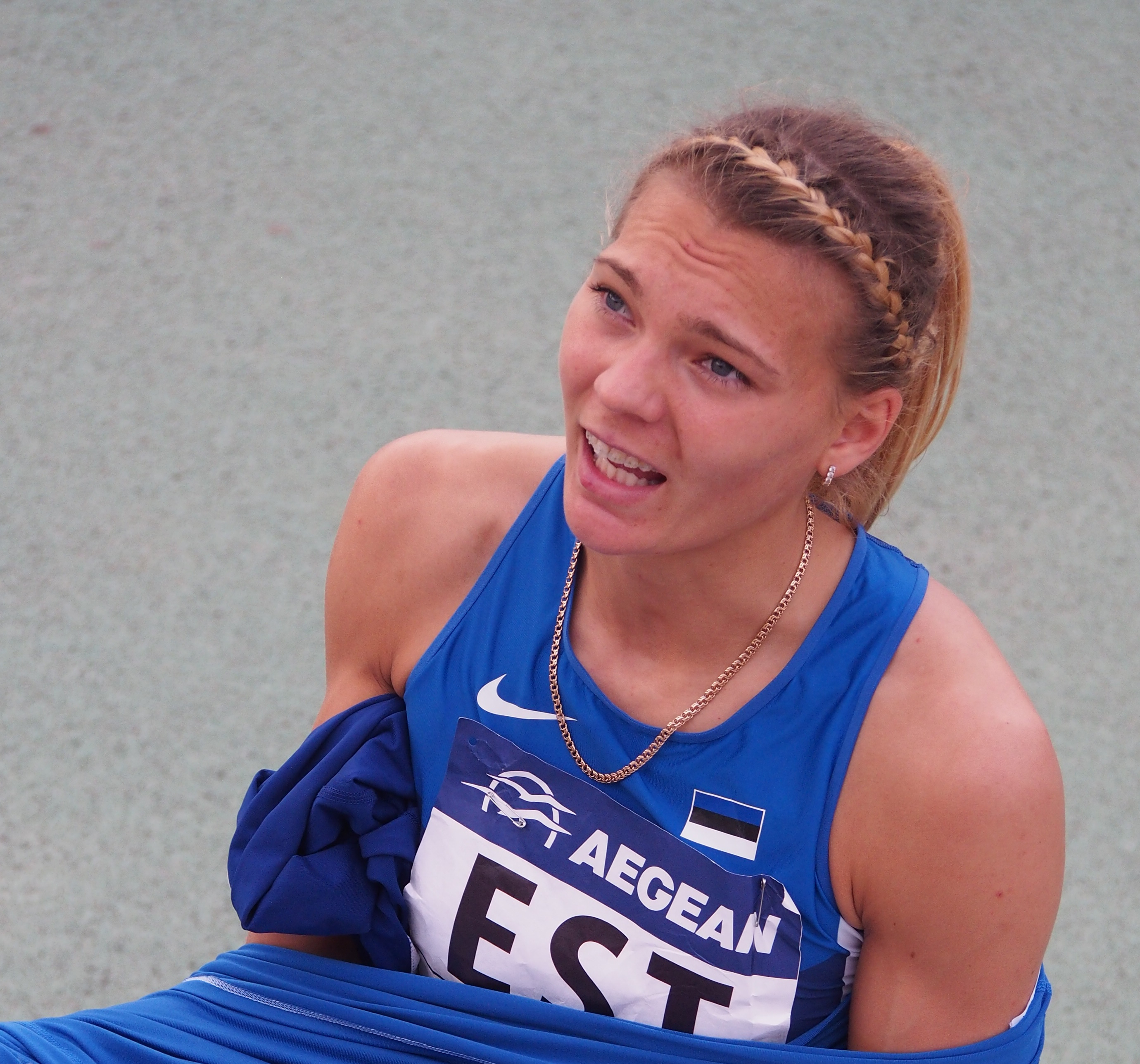
Eleriin Haas Rang elf mit 1,85 m
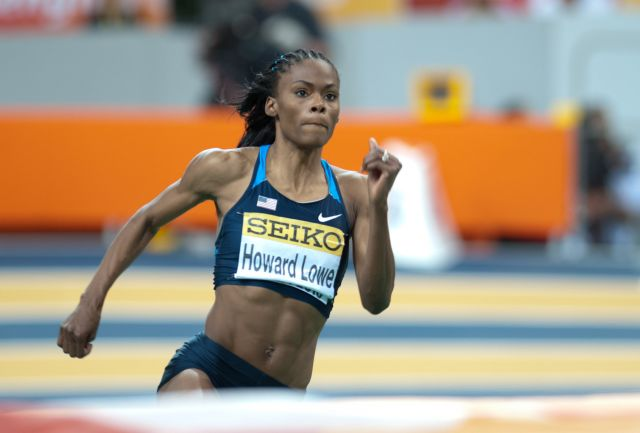
Chaunté Lowe ohne gültigen Versuch

| Platz | Athletin                   | Land                | 1,80 | 1,85 | 1,89 | 1,92 | Höhe (m) |
| ----- | -------------------------- | ------------------- | ---- | ---- | ---- | ---- | -------- |
| 01    | Levern Spencer             | St. Lucia           | o    | o    | o    | o    | 1,92     |
| 01    | Doreen Amata               | Nigeria             | o    | o    | o    | o    | 1,92     |
| 01    | Anna Tschitscherowa        | Russland            | –    | o    | o    | o    | 1,92     |
| 01    | Blanka Vlašić              | Kroatien            | –    | o    | o    | o    | 1,92     |
| 01    | Marie-Laurence Jungfleisch | Deutschland         | o    | o    | o    | o    | 1,92     |
| 06    | Morgan Lake                | Großbritannien      | o    | o    | o    | xxx  | 1,89     |
| 06    | Airinė Palšytė             | Litauen             | o    | o    | o    | xxx  | 1,89     |
| 08    | Erika Kinsey               | Schweden            | o    | xo   | o    | xxx  | 1,89     |
| 09    | Lissa Labiche              | Seychellen          | o    | xo   | xxo  | xxx  | 1,89     |
| 10    | Iryna Heraschtschenko      | Ukraine             | xo   | o    | xxx  |      | 1,85     |
| 11    | Eleriin Haas               | Estland             | o    | xxo  | xxx  |      | 1,85     |
| 12    | Zheng Xingjuan             | Volksrepublik China | o    | xxx  |      |      | 1,80     |
| 13    | Wenelina Wenewa-Mateewa    | Bulgarien           | xo   | xxx  |      |      | 1,80     |
| NM    | Chaunté Lowe               | USA                 | xxx  |      |      |      | ogV      |
| NM    | Walentina Liaschenko       | Georgien            | xxx  |      |      |      | ogV      |

In Qualifikationsgruppe  ausgeschiedene Hochspringerinnen:

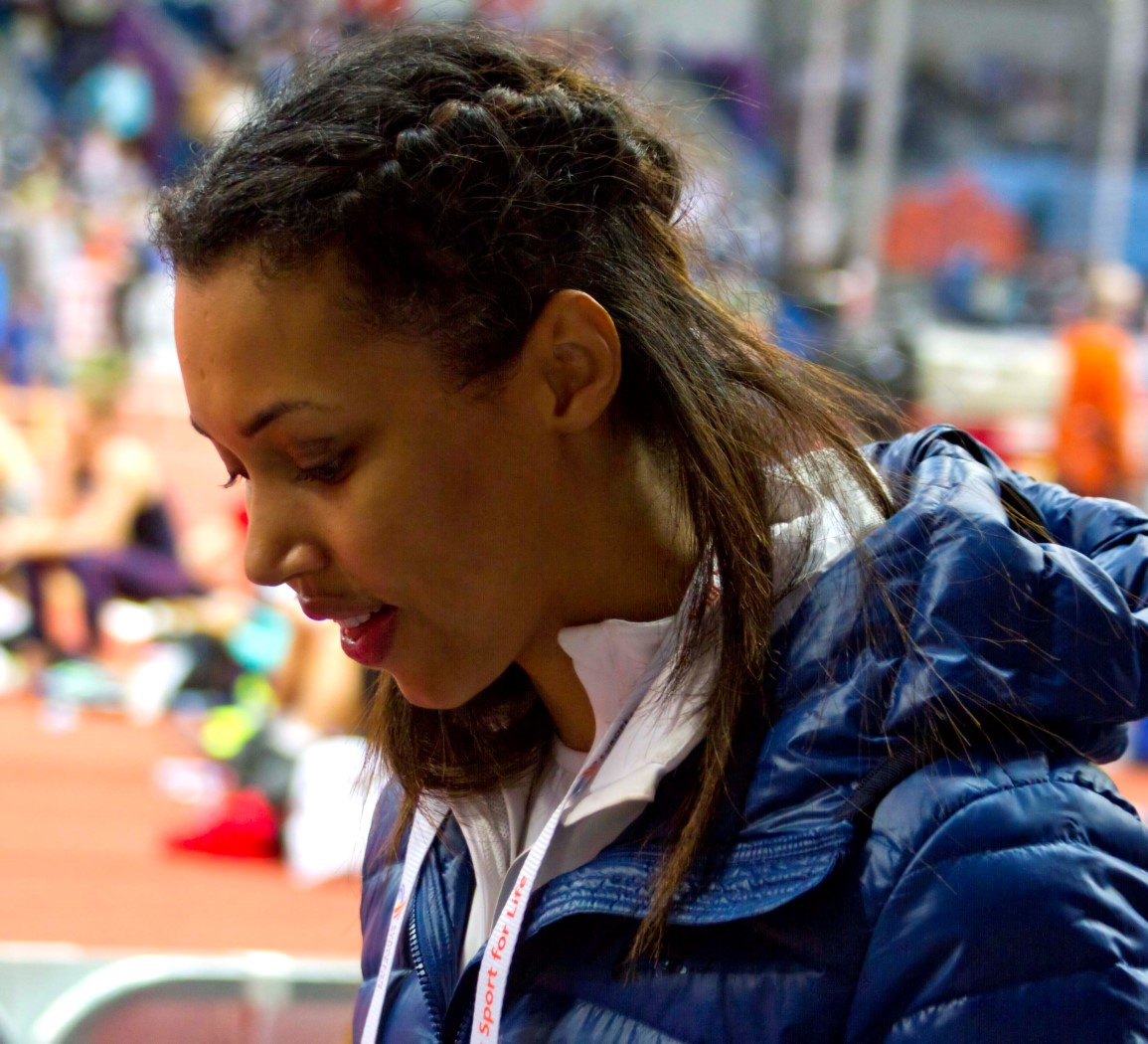
Morgan Lake Geteilter Rang sechs mit 1,89 m
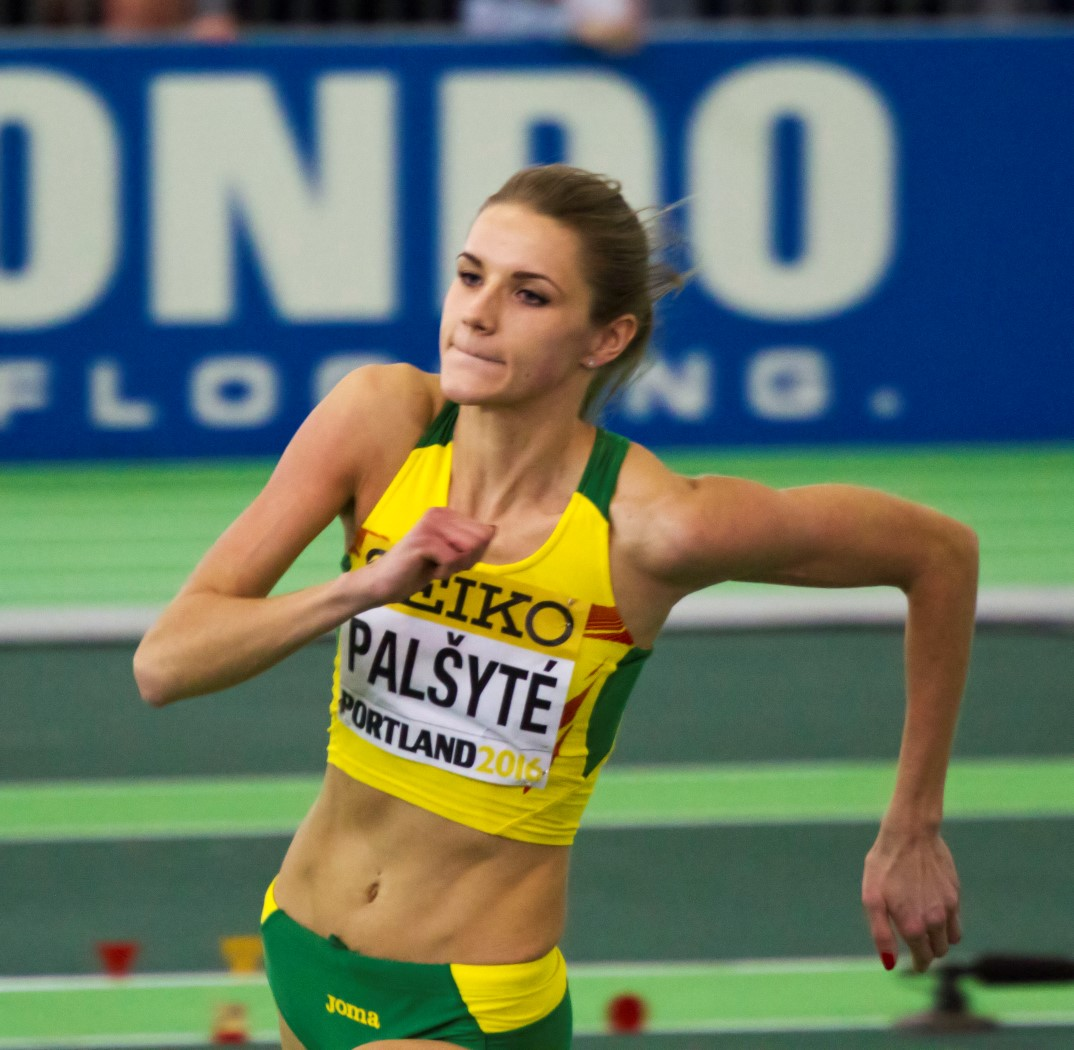
Airinė Palšytė Geteilter Rang sechs mit 1,89 m
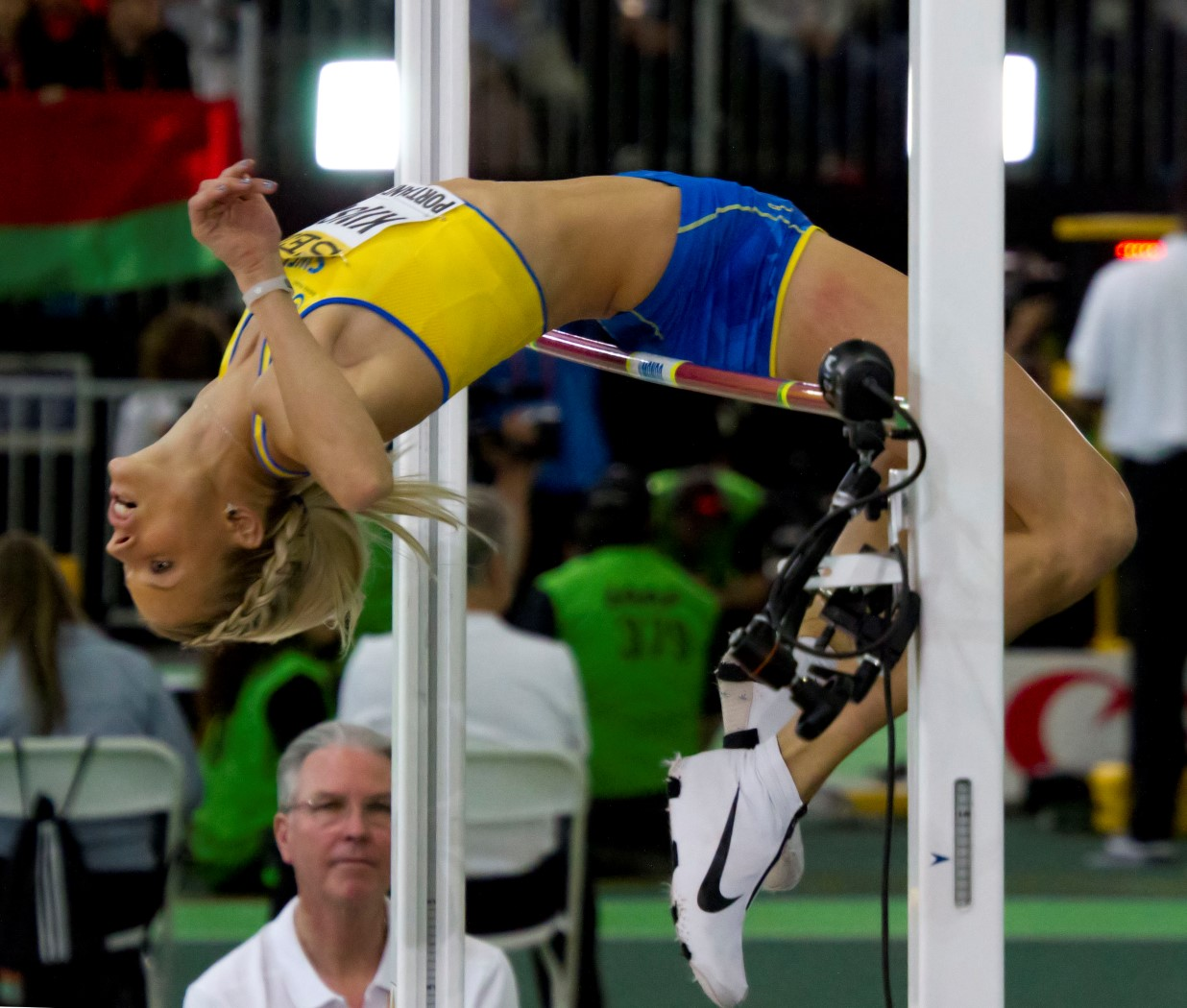
Erika Kinsey Rang acht mit 1,89 m
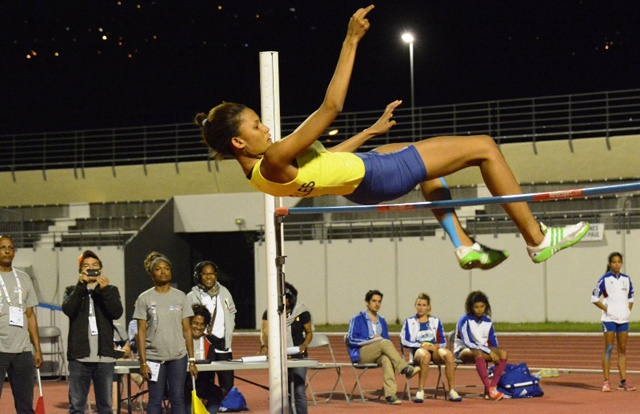
Lissa Labiche Rang neun mit 1,89 m

- Iryna Heraschtschenko
Rang zehn mit 1,85 m
- Eleriin Haas
Rang elf mit 1,85 m
- Chaunté Lowe
ohne gültigen Versuch

### Gruppe B

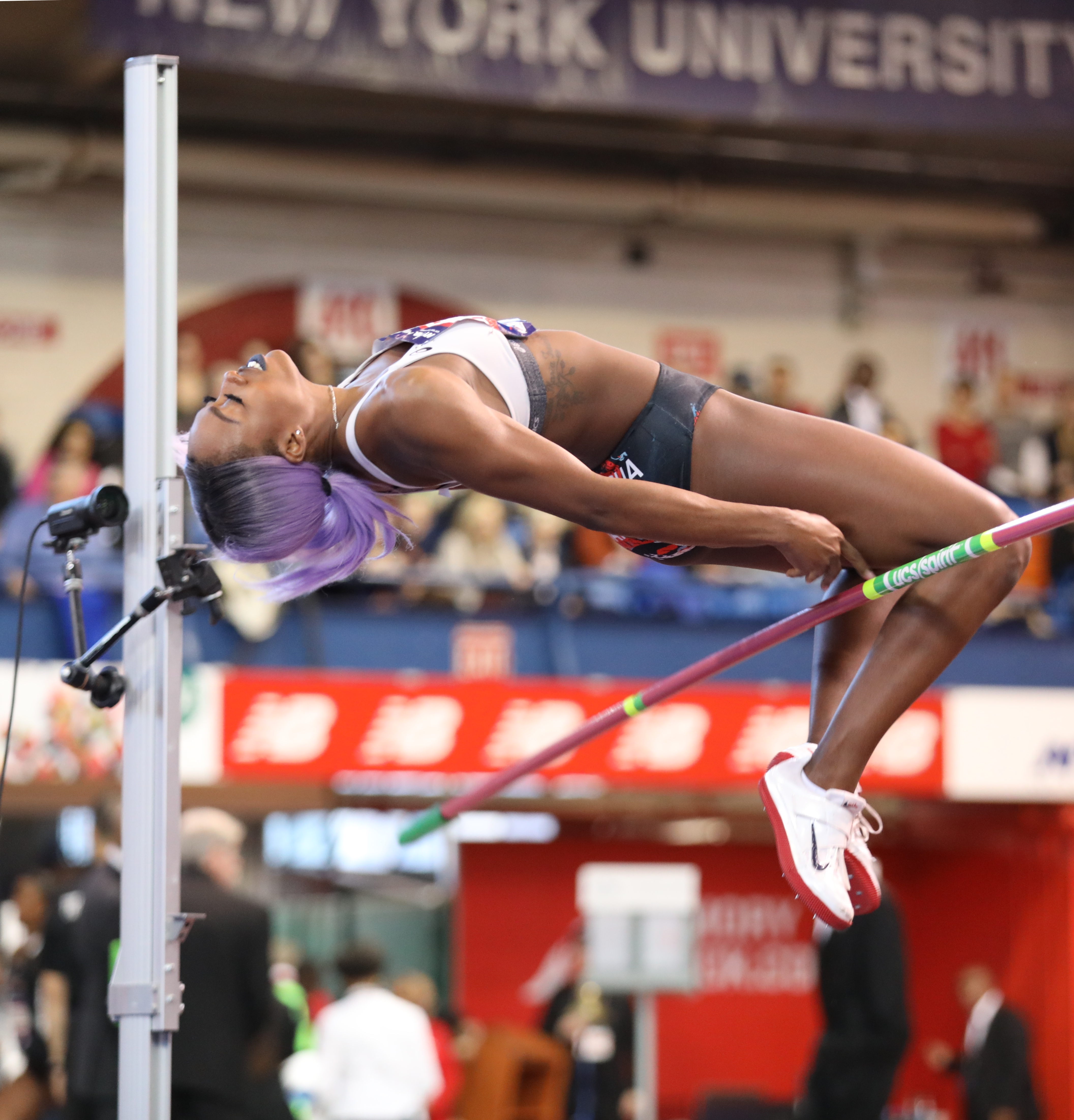
Priscilla Frederick Rang dreizehn mit 1,85 m
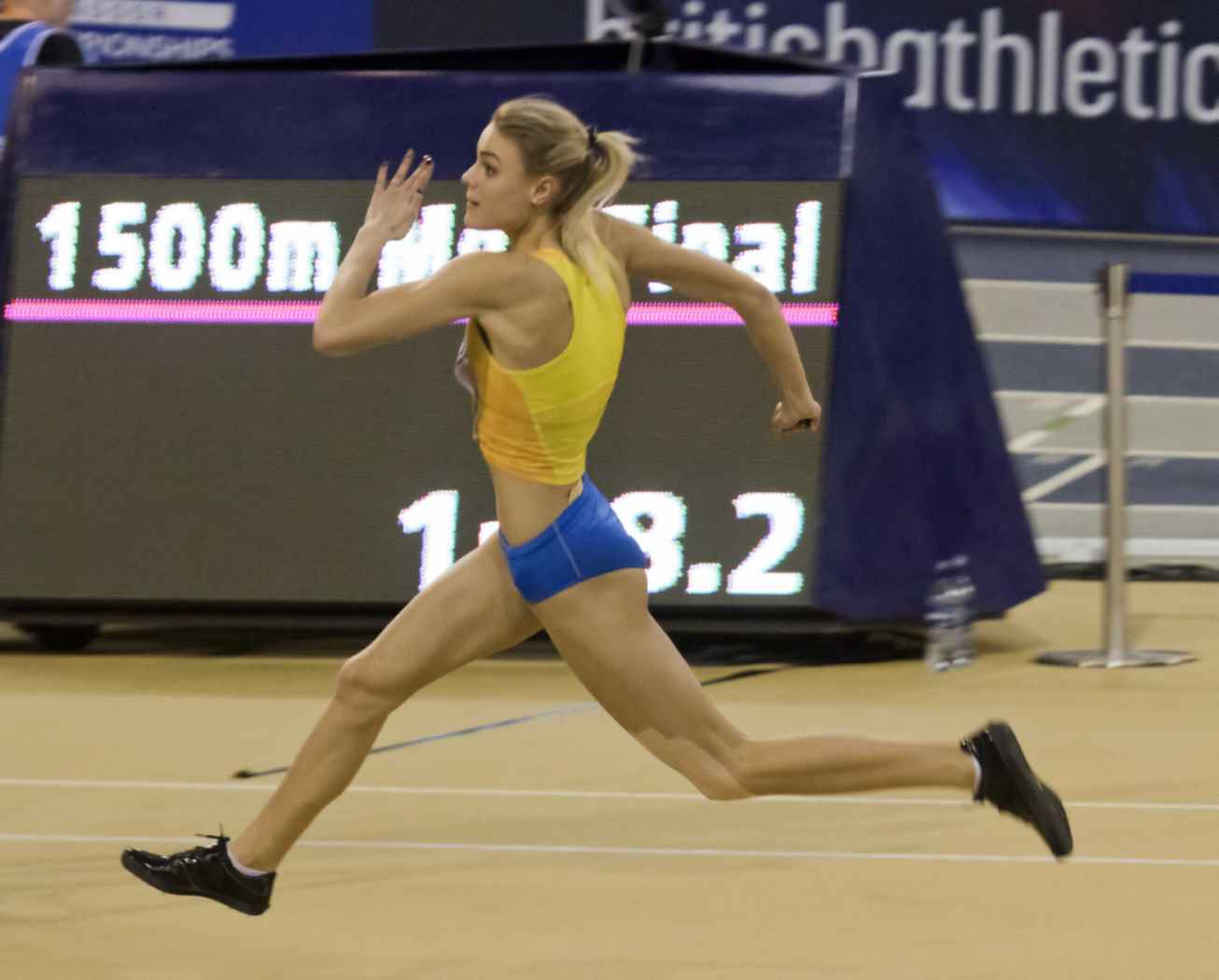
Julija Lewtschenko Rang vierzehn mit 1,85 m
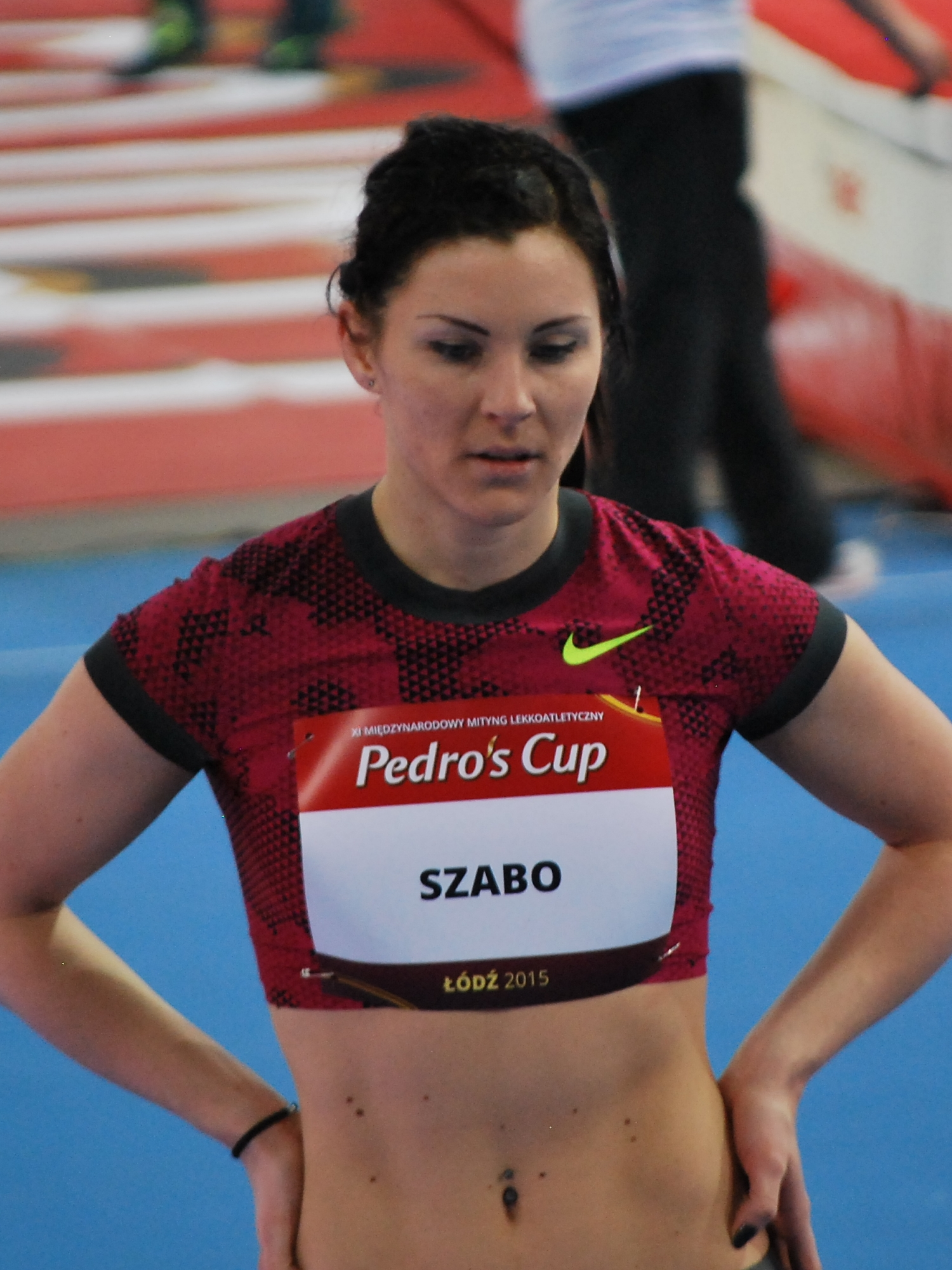
Barbara Szabó Rang fünfzehn mit 1,80 m

| Platz | Athletin            | Land                | 1,80 | 1,85 | 1,89 | 1,92 | Höhe (m) |
| ----- | ------------------- | ------------------- | ---- | ---- | ---- | ---- | -------- |
| 01    | Ana Šimić           | Kroatien            | o    | o    | o    | o    | 1,92     |
| 01    | Ruth Beitia         | Spanien             | –    | o    | o    | o    | 1,92     |
| 01    | Marija Kutschina    | Russland            | o    | o    | o    | o    | 1,92     |
| 04    | Kamila Lićwinko     | Polen               | –    | o    | xo   | o    | 1,92     |
| 04    | Eleanor Patterson   | Australien          | –    | o    | xo   | o    | 1,92     |
| 06    | Jeanelle Scheper    | St. Lucia           | o    | o    | xxo  | o    | 1,92     |
| 07    | Mirela Demirewa     | Bulgarien           | o    | xo   | o    | xxo  | 1,92     |
| 08    | Svetlana Radzivil   | Usbekistan          | o    | o    | xo   | xxo  | 1,92     |
| 09    | Sofie Skoog         | Schweden            | o    | o    | o    | xxx  | 1,89     |
| 09    | Oksana Okunjewa     | Ukraine             | o    | o    | o    | xxx  | 1,89     |
| 11    | Oldřiška Marešová   | Tschechien          | o    | o    | xo   | xxx  | 1,89     |
| 11    | Isobel Pooley       | Großbritannien      | o    | o    | xo   | xxx  | 1,89     |
| 13    | Priscilla Frederick | Antigua und Barbuda | o    | o    | xxx  |      | 1,85     |
| 14    | Julija Lewtschenko  | Ukraine             | o    | xo   | xxx  |      | 1,85     |
| 15    | Barbara Szabó       | Ungarn              | o    | xxx  |      |      | 1,80     |

In Qualifikationsgruppe B ausgeschiedene Hochspringerinnen:

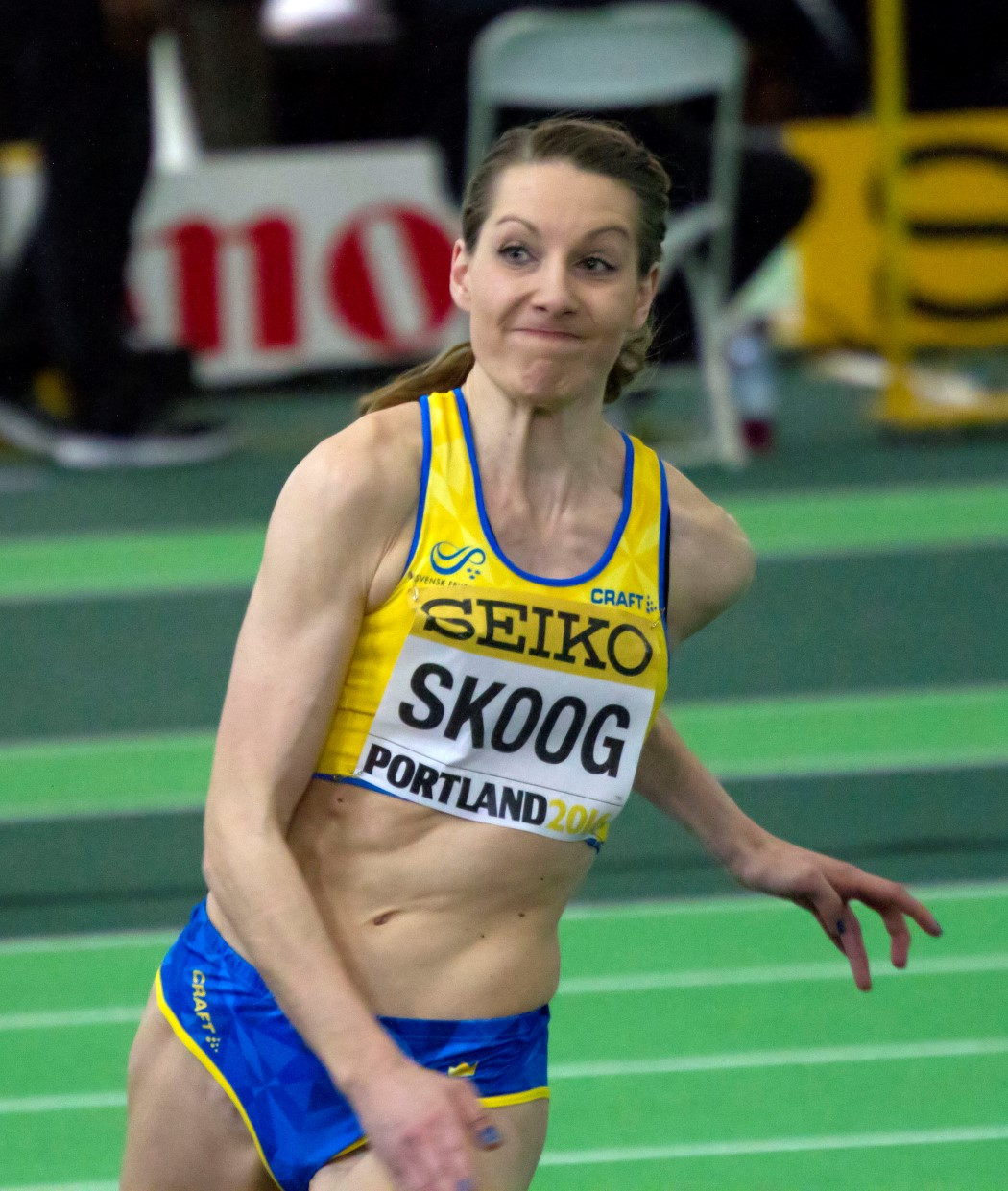
Sofie Skoog Geteilter Rang neun mit 1,89 m
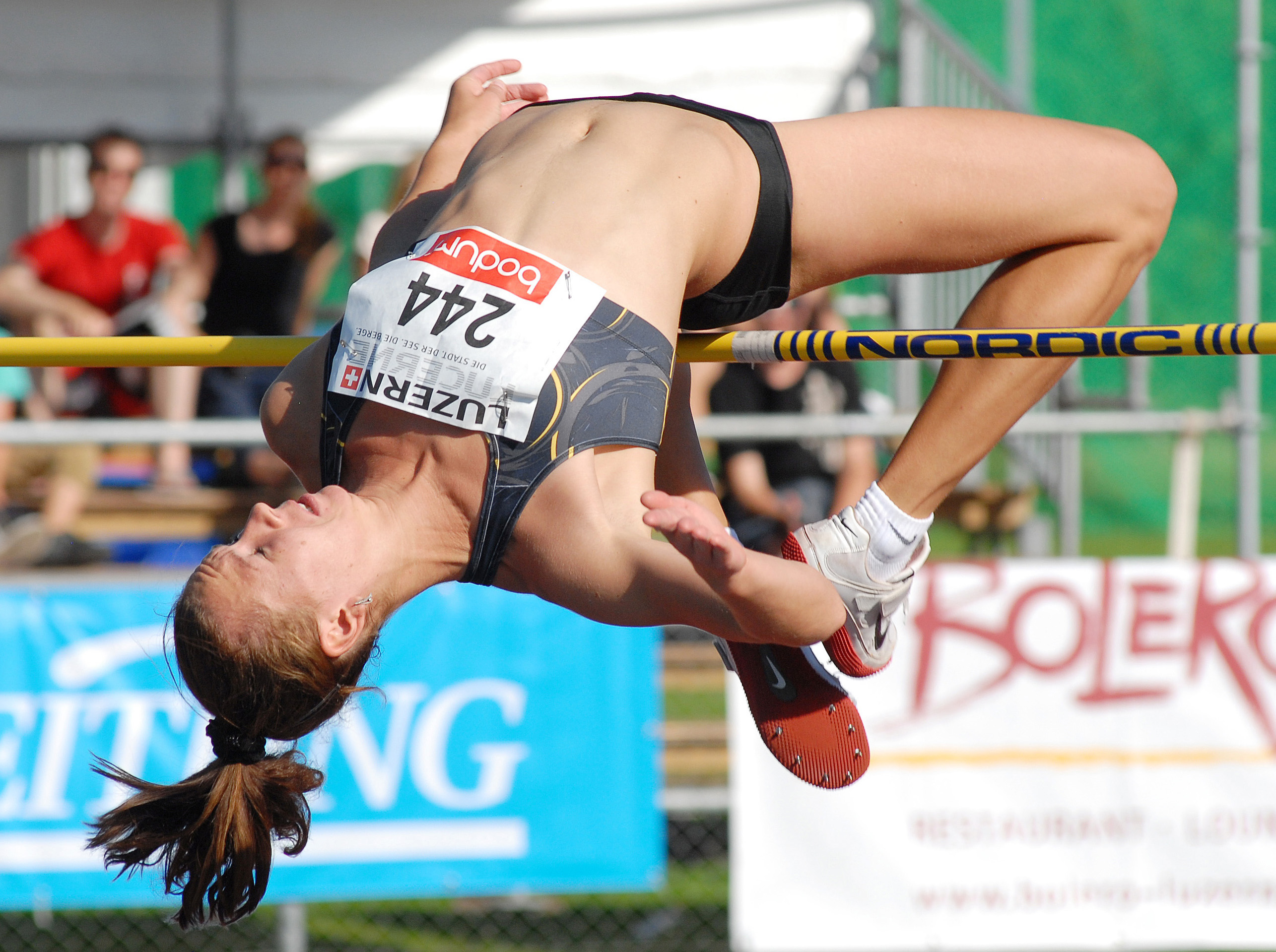
Oksana Okunjewa Geteilter Rang neun mit 1,89 m
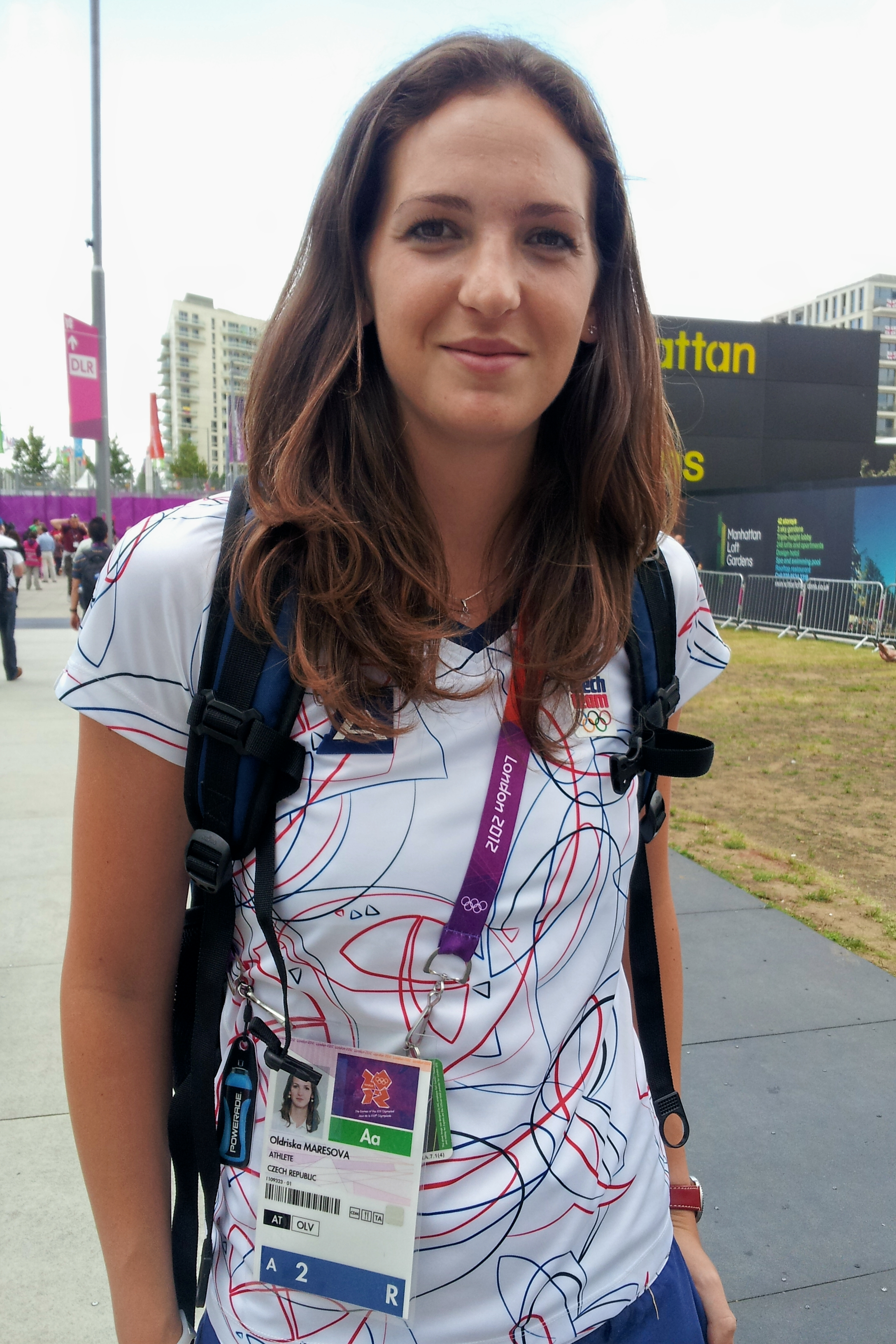
Oldriška Marešová Geteilter Rang elf mit 1,89 m
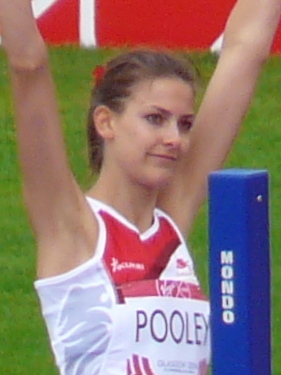
Isobel Pooley Geteilter Rang elf mit 1,89 m

- Priscilla Frederick
Rang dreizehn mit 1,85 m
- Julija Lewtschenko
Rang vierzehn mit 1,85 m
- Barbara Szabó
Rang fünfzehn mit 1,80 m

## Finale

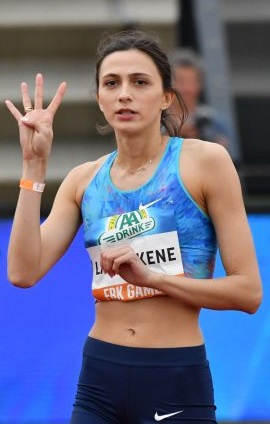
Weltmeisterin Marija Kutschina

29. August 2015, 18:30 Uhr Ortszeit (12:30 Uhr MESZ)
Ein starkes Feld von Hochspringerinnen trat zu diesem Wettkampf an. Zu den Favoritinnen gehörten die spanische Doppeleuropameisterin von 2012 / 2014 und WM-Dritte von 2013 Ruth Beitia, die kroatische Doppelweltmeisterin von 2007 / 2009 und Olympiazweite von 2008 Blanka Vlašić, die russische Weltmeisterin von 2011 und Olympiasiegerin von 2012 Anna Tschitscherowa, die russische Vizeeuropameisterin von 2014 Marija Kutschina sowie die kroatische EM-Dritte von 2014 Ana Šimić.
Bei der Sprunghöhe von 1,97 m waren mit Tschitscherowa, Kutschina, Tschitscherowa, der Polin Kamila Lićwinko, der Deutschen Marie-Laurence Jungfleisch, Vlašić und Beitia noch sechs Athletinnen im Wettbewerb. Die beiden Russinnen, die Polin und die Deutsche hatten noch keine Fehlsprünge zu verzeichnen, Beitia und Vlašić jeweils einen. Nur Tschitscherowa und Jungfleisch rissen die neue Höhe mit ihrem jeweils ersten Versuch, die anderen vier nahmen 1,97 m gleich beim jeweils ersten Mal. Tschitscherowa war dann mit ihrem zweiten Sprung erfolgreich, während Jungfleisch pokerte und ihre beiden verbleibenden Versuche für die nächste Höhe aufsparte. Bei 1,99 m waren also weiter sechs Springerinnen dabei. Außer Jungfleisch meisterten alle diese Höhe mit jeweils nur einem Sprung. Aber auch Jungfleisch war mit dem letzten ihr verbliebenen Versuch erfolgreich.
Weiter ging es nun mit 2,01 m. Kutschina behielt auch hier ihre weiße Weste, außer ihr übersprang auch Vlašić 2,01 m gleich beim ersten Mal. Für die Russin bedeutete das eine neue persönliche Bestleistung. Tschitscherowa war anschließend mit ihrem zweiten Sprung erfolgreich, während 2,01 m für die drei anderen Athletinnen hier in Peking zu hoch waren. Sie hatten 1,99 m zu Buche stehen und aufgrund der Fehlversuchsregel kam Kamila Lićwinko auf den vierten Platz, Ruth Beitia wurde Fünfte und Marie-Laurence Jungfleisch Sechste.
Der Wettkampf entschied sich bei der nächsten Höhe. Alle drei noch verbliebenen Springerinnen versuchten sich vergeblich an den nun aufgelegten 2,03 m. Damit war Marija Kutschina Weltmeisterin vor Blanka Vlašić. Anna Tschitscherowa belegte Rang drei.
| Platz | Athletin                   | Land        | 1,88 | 1,92 | 1,95 | 1,97 | 1,99 | 2,01 | 2,03 | Höhe (m) |
| ----- | -------------------------- | ----------- | ---- | ---- | ---- | ---- | ---- | ---- | ---- | -------- |
|       | Marija Kutschina           | Russland    | o    | o    | o    | o    | o    | o    | xxx  | 2,01 PB  |
|       | Blanka Vlašić              | Kroatien    | o    | xo   | o    | o    | o    | o    | xxx  | 2,01 SB  |
|       | Anna Tschitscherowa        | Russland    | o    | –    | o    | xo   | o    | xo   | xxx  | 2,01     |
| 04    | Kamila Lićwinko            | Polen       | o    | o    | o    | o    | o    | xxx  |      | 1,99     |
| 05    | Ruth Beitia                | Spanien     | o    | o    | xo   | o    | o    | xxx  |      | 1,99     |
| 06    | Marie-Laurence Jungfleisch | Deutschland | o    | o    | o    | x–   | xo   | xxx  |      | 1,99 PB  |
| 07    | Jeanelle Scheper           | St. Lucia   | o    | o    | xxx  |      |      |      |      | 1,92     |
| 08    | Eleanor Patterson          | Australien  | xo   | o    | xxx  |      |      |      |      | 1,92     |
| 09    | Svetlana Radzivil          | Usbekistan  | o    | xxx  |      |      |      |      |      | 1,88     |
| 09    | Ana Šimić                  | Kroatien    | o    | xxx  |      |      |      |      |      | 1,88     |
| 09    | Mirela Demirewa            | Bulgarien   | o    | xxx  |      |      |      |      |      | 1,88     |
| 12    | Doreen Amata               | Nigeria     | xo   | xxx  |      |      |      |      |      | 1,88     |
| 12    | Levern Spencer             | St. Lucia   | xo   | xxx  |      |      |      |      |      | 1,88     |

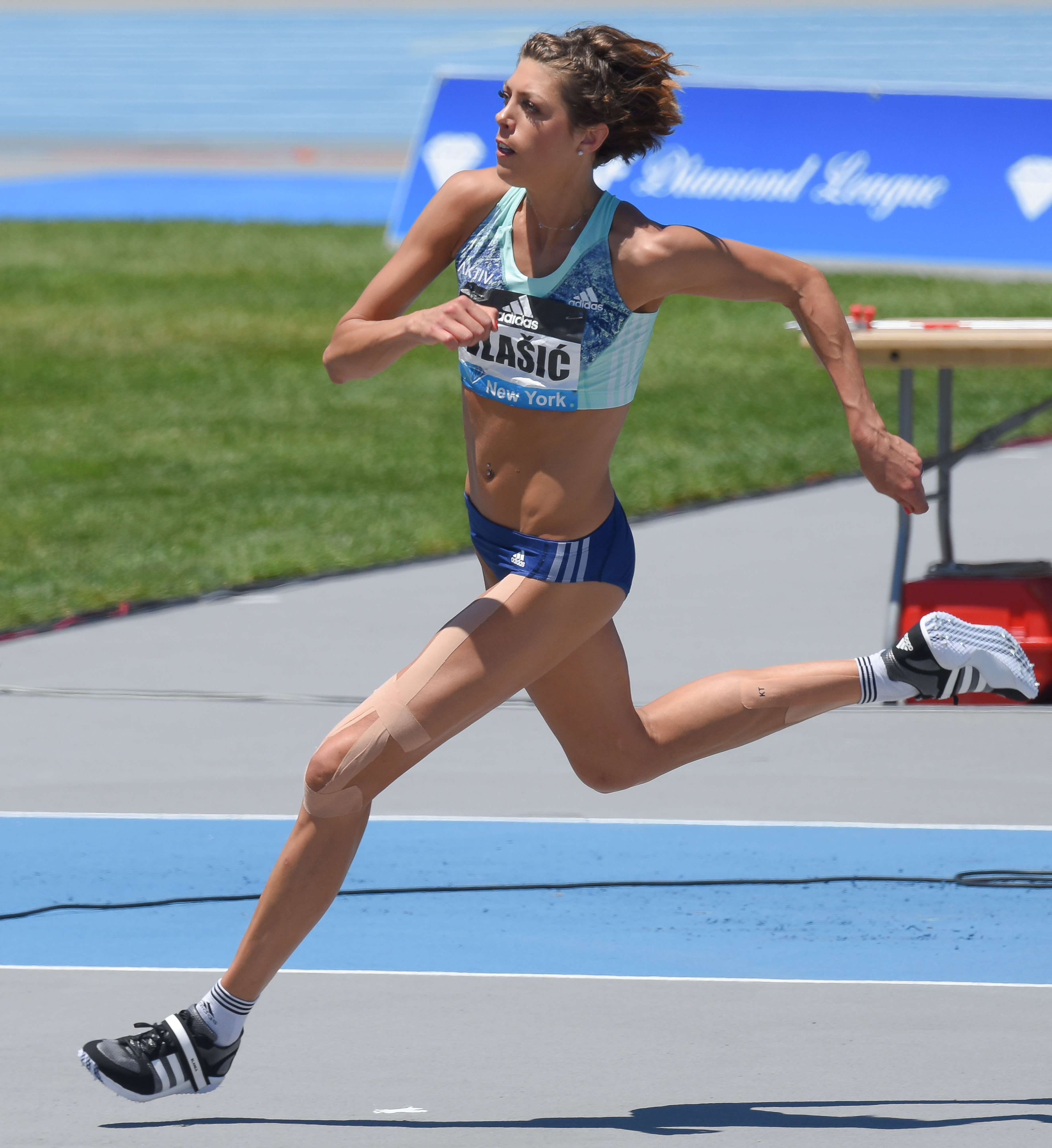
Vizeweltmeisterin Blanka Vlašić
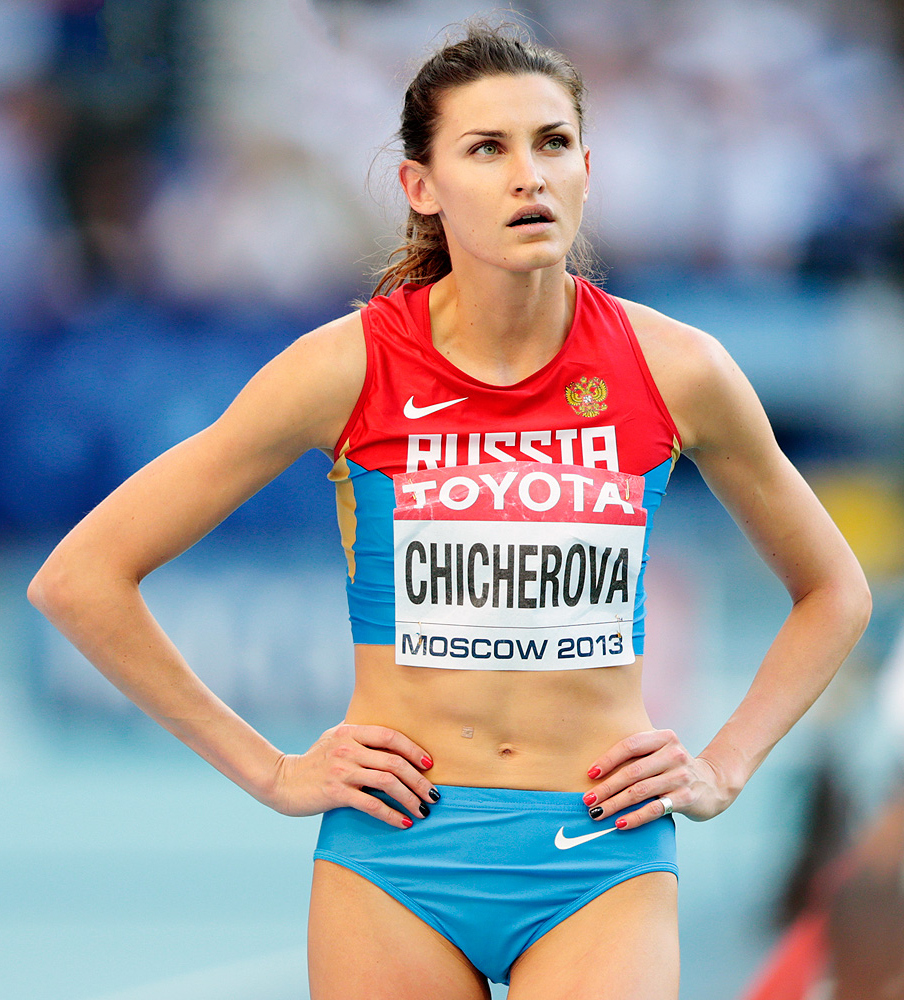
Bronzemedaillengewinnerin Anna Tschitscherowa
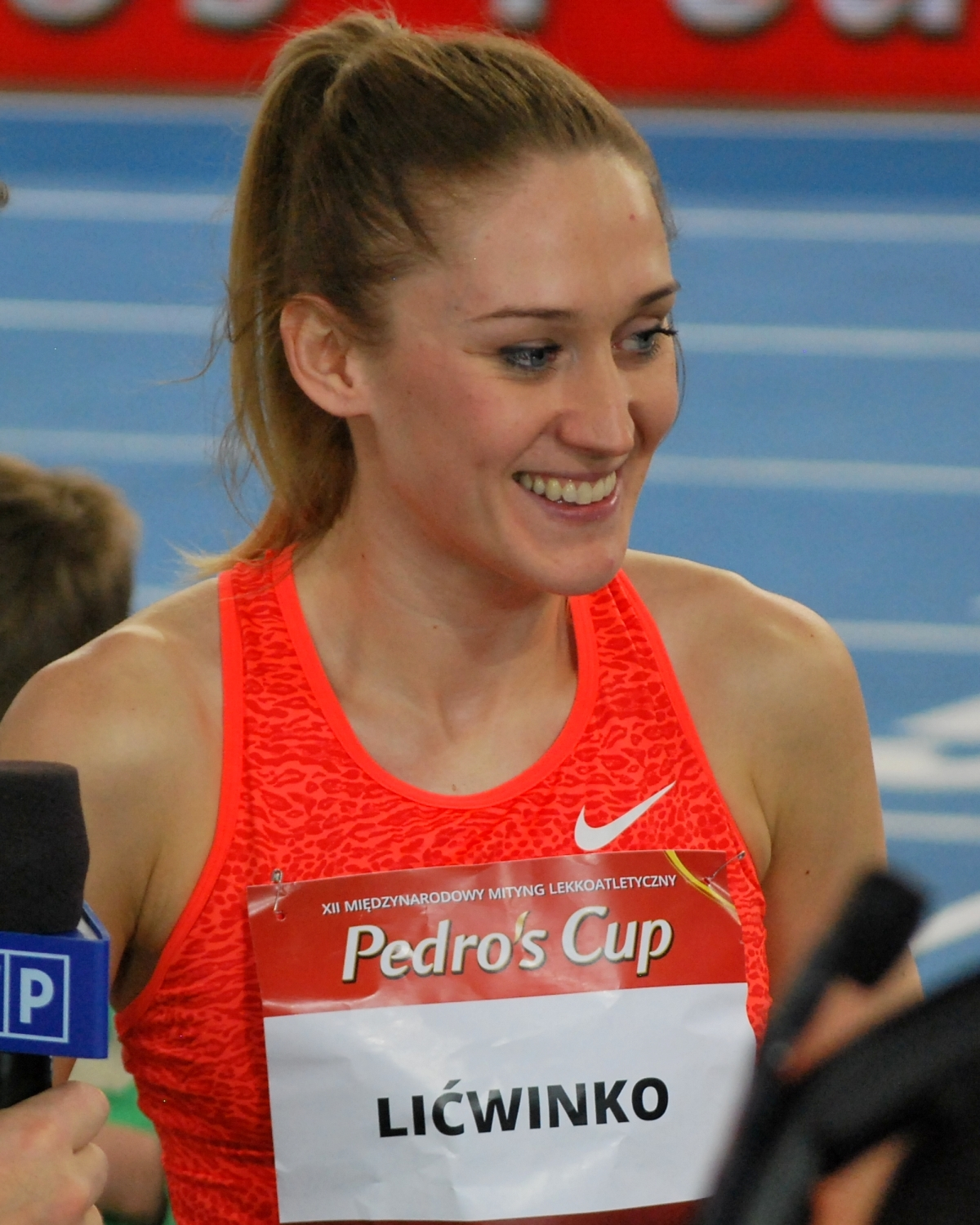
Rang vier für Kamila Lićwinko

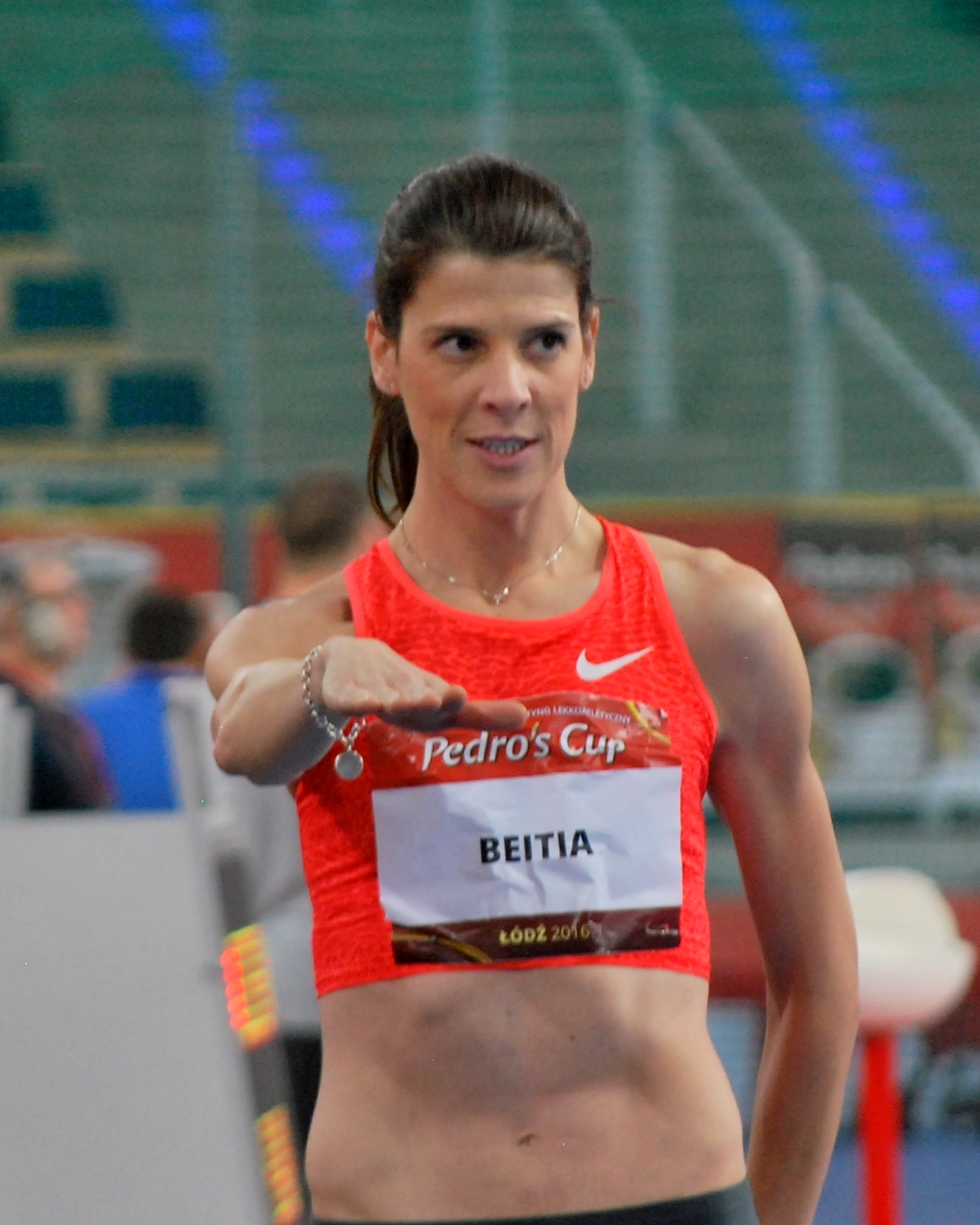
Ruth Beitia belegte im Finale Rang fünf
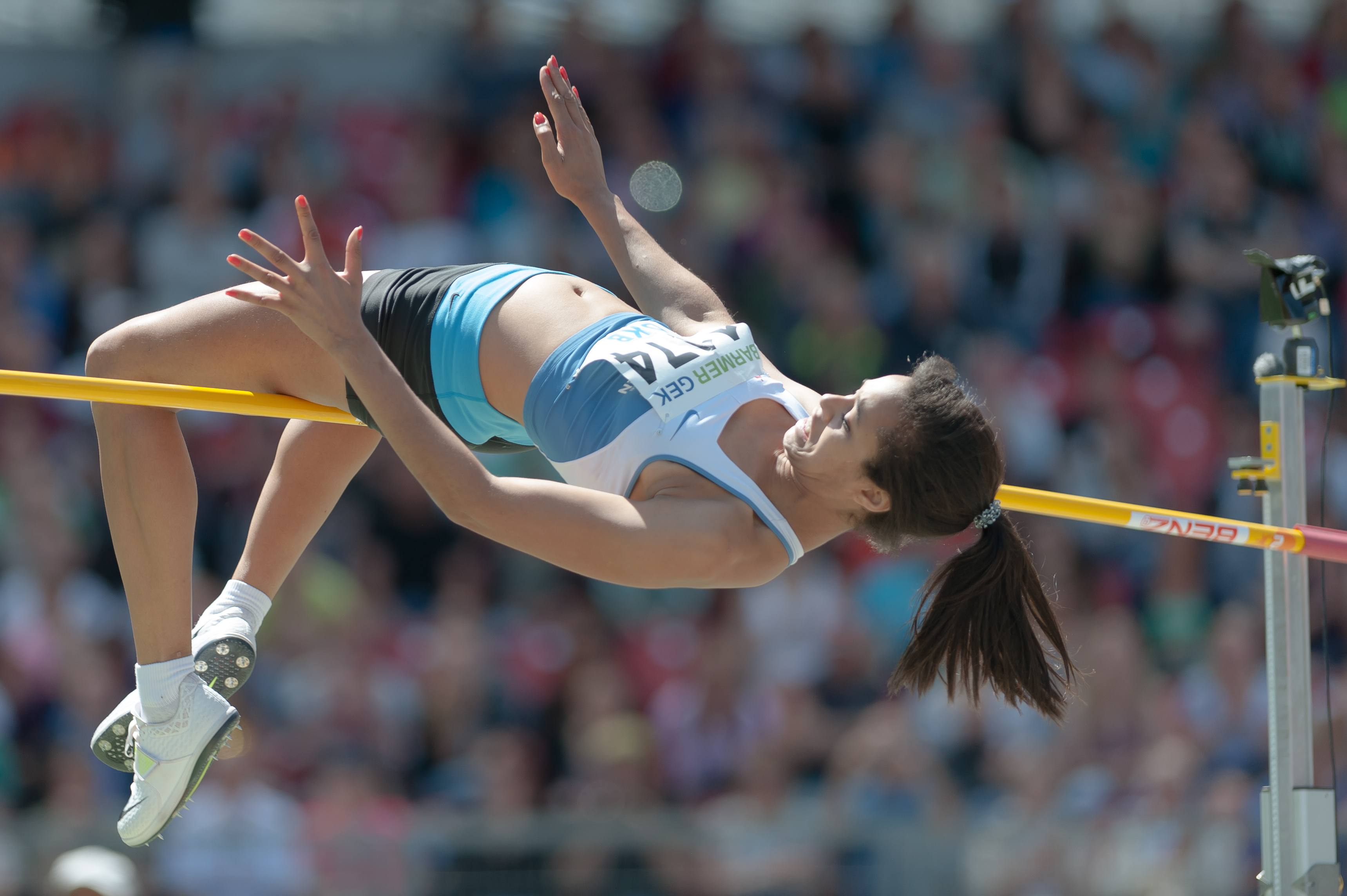
Marie-Laurence Jungfleisch kam auf den sechsten Platz
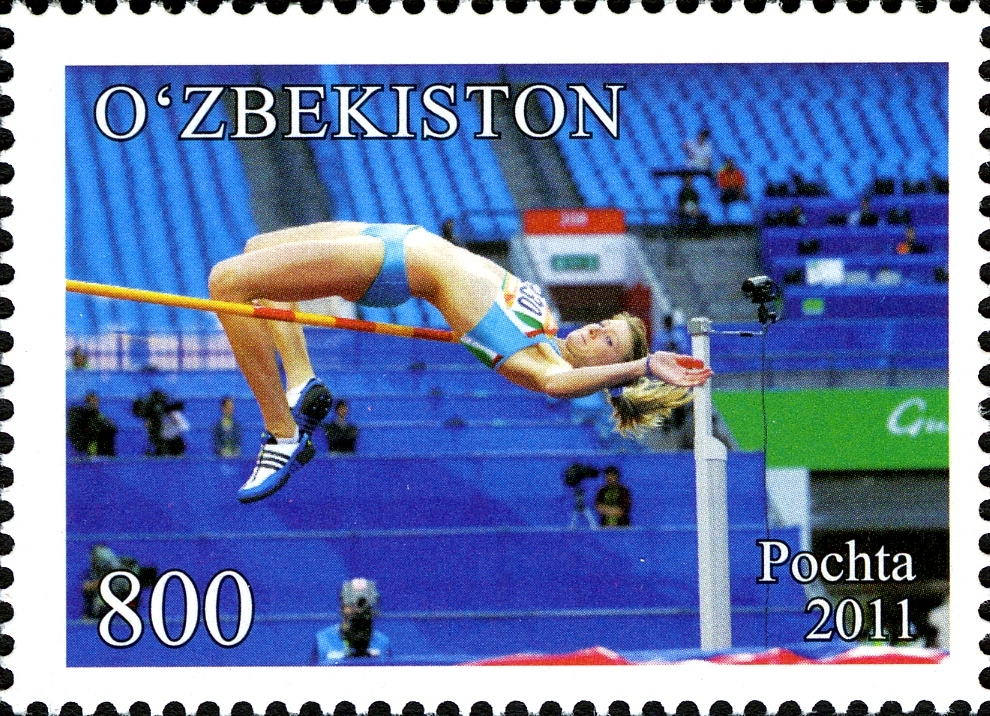
Geteilter neunter Platz für Svetlana Radzivil
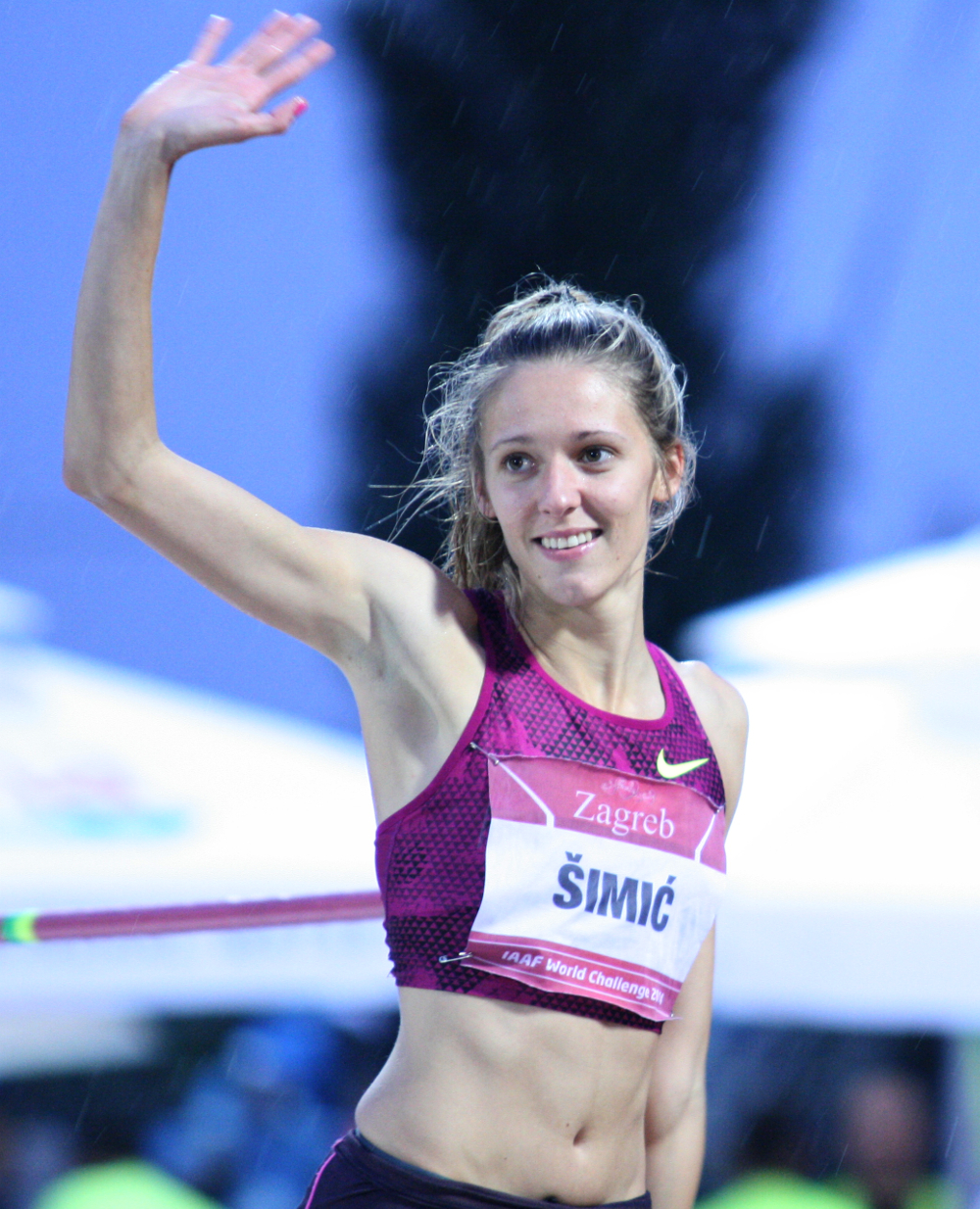
Geteilter neunter Platz auch für Ana Šimić
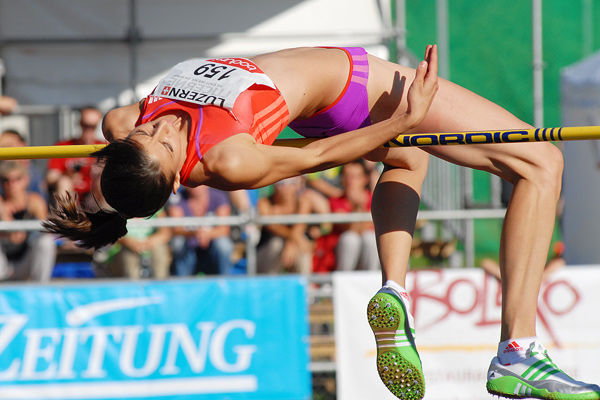
Mirela Demirewa belegte wie zwei Konkurrentinnen Rang neun
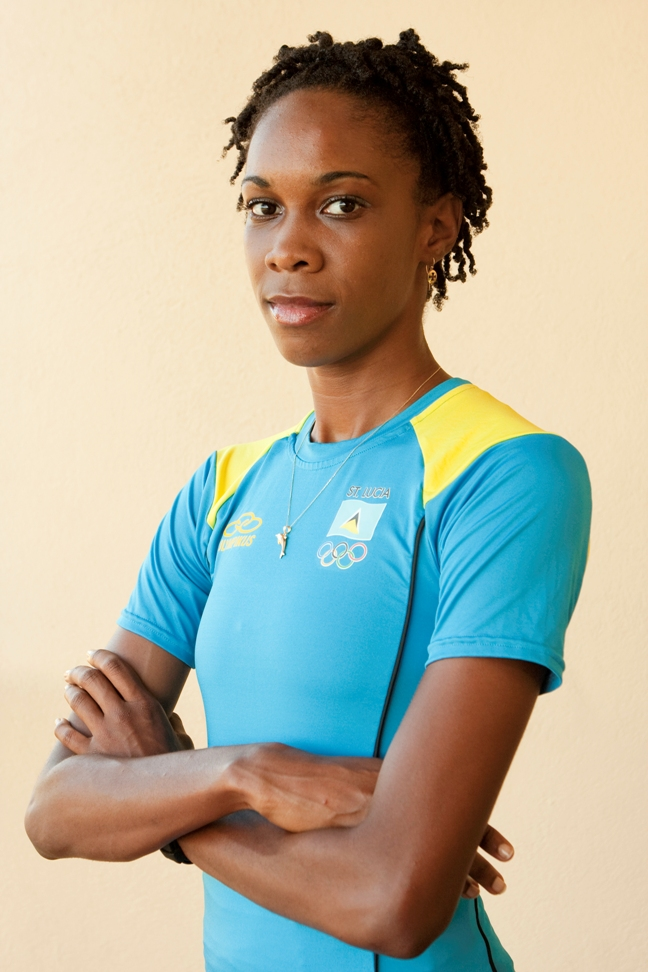
Levern Spencer erreichte einen geteilten zwölften Platz

## Video
- 2015 Beijing – World Championship – High Jump – Women, youtube.com, abgerufen am 21. Februar 2021